# Francisco Mayorga Castañeda
Francisco Mayorga Castañeda, né le 17 avril 1951 à Guadalajara, est un homme politique mexicain, membre du Parti action nationale.
Il est Secrétaire de l'Agriculture du Mexique d'abord sous le gouvernement de Vicente Fox du 28 septembre 2005 au 30 novembre 2006 puis sous le gouvernement de Felipe Calderón du 7 septembre 2009 au 30 novembre 2012.